# Final Wonderland (album de Jolin Tsai)
Albums de Jolin Tsai
If You Think You Can, You Can!
(2007) Agent J
(2007)
Compilations par Jolin Tsai
J-Top
(2006) Jeneration
(2009)
Final Wonderland (chinois traditionnel : 夢綺地精選) est le cinquième compilation de la chanteuse Jolin Tsai, sortie le 19 septembre 2007 sous le label Sony BMG.

## Liste des titres
| 1.  | J-Start Remix (Le Yuan+Kan Wo 72 Bian+Zhao Pai Dong Zuo+Ye Man You Xi) (樂園+看我72變+招牌動作+野蠻遊戲)                                                       | 6:38 |
| 2.  | Hot-J Remix (Ai Qing San Shi Liu Ji+Zheng Yi Zhi Yan Bi Zhi Yan+Bu La Ge Guang Chang+Love Love Love) (爱情三十六計+睜一隻眼閉一隻眼+布拉格廣場+Love Love Love) | 6:45 |
| 3.  | Kan Wo 72 Bian (看我72變, Magic) | 3:44 |
| 4.  | Zhao Pai Dong Zuo (招牌動作, Signature Gesture) | 3:13 |
| 5.  | Ye Man You Xi (野蠻遊戲, J-Game) | 3:51 |
| 6.  | Ai Qing San Shi Liu Ji (爱情三十六計, 36 Tricks of Love) | 3:36 |
| 7.  | Prove it | 3:38 |
| 8.  | Guai Mao (乖貓, Nice Cat) | 3:34 |
| 9.  | Zheng Yi Zhi Yan Bi Yi Zhi Yan (睜一隻眼閉一隻眼, Overlooking Purposely)                                                                                       | 3:00 |
| 10. | Zhui Sha Qiu Bi Te (追殺邱比特, Killing Cupid) | 3:23 |
| 11. | Di Yi You Xi (第一優先, Priority) | 3:36 |
| 12. | Bao Mi Hua De Wei Dao (爆米花的味道, Smell of the Popcorn) | 4:19 |
| 13. | Hao Dong Xi (好東西, Good Thing) | 3:12 |

| 1.  | Le Yuan (樂園, Paradise)                                                        | 3:16 |
| 2.  | Qi Shi Jing Shen (騎士精神, The Spirit of Knight)                               | 4:19 |
| 3.  | Bu La Ge Guang Chang (布拉格廣場, Prague Square)                                | 4:53 |
| 4.  | Love Love Love                                                                  | 3:49 |
| 5.  | Xu Yuan Chi De Xi La Shao Nu (許願池的希臘少女, Greek Girl by the Wishing Well) | 3:12 |
| 6.  | Hai Dao (海盜, Pirates)                                                         | 4:36 |
| 7.  | Du Zhan Shen Hua (獨佔神話, Exclusive Myth)                                     | 4:13 |
| 8.  | Oh Oh                                                                           | 3:11 |
| 9.  | Shuo Ai Ni (說愛你, Say Love Me)                                                | 3:45 |
| 10. | Dan Shen Gong Hai (單身公害, Singleness)                                        | 3:47 |
| 11. | Jiu Shi Ai (就是愛, It's Love)                                                  | 4:16 |
| 12. | Yi Fu Zhan Xin Shu (衣服占心術, Clothing Astrology)                             | 3:41 |

| 1.  | Tian Kong (天空, Sky)                                             | 4:39 |
| 2.  | Fan Fu Ji Hao (反覆記號, Repeated Note)                           | 4:25 |
| 3.  | Suan Tian (酸甜, Sweet and Sour)                                  | 4:33 |
| 4.  | Hao Xiang Ni (好想你, Missing You)                                | 3:56 |
| 5.  | Shi Zuo Yong Zhe (始作俑者, The Starter)                          | 4:38 |
| 6.  | Ning Meng Cao De Wei Dao (檸檬草的味道, The Smell of Lemon Grass) | 4:30 |
| 7.  | Zuo Yi Tian De Ni (做一天的你, Be You for a Day)                  | 4:43 |
| 8.  | Nu Lu Chuan (奴隸船, Slave Ship)                                  | 4:56 |
| 9.  | Xiao Shi De Cheng Bao (消失的城堡, Disappearing Castle)           | 4:08 |
| 10. | Jia Mian De Gao Bai (假面的告白, Fake Confess)                    | 4:07 |
| 11. | Ma Jia Shang De Shen Suo (馬甲上的繩索, Rope on Vest)             | 4:03 |
| 12. | Wo Yao De Xuan Ze (我要的选择, My Choice)                         | 4:33 |
| 13. | Wo Hen Pa Hei (我很怕黑, Darkness)                                | 4:41 |
| 14. | Ni Wei He (你為何, Sweetie)                                       | 3:35 |
| 15. | Dao Dai (倒帶, Rewind)                                            | 4:22 |

| 1.  | Qi Shi Jing Shen (騎士精神, The Spirit of Knight)                                   |  |
| 2.  | Kan Wo 72 Bian (看我72變, Magic)                                                    |  |
| 3.  | Jia Mian De Gao Bai (假面的告白, Fake Confess)                                      |  |
| 4.  | Bu La Ge Guang Chang (布拉格廣場, Prague Square)                                    |  |
| 5.  | Shuo Ai Ni (說愛你, Say Love Me)                                                    |  |
| 6.  | Zuo Yi Tian De Ni (做一天的你, Be You for a Day)                                    |  |
| 7.  | Ma Jia Shang De Shen Suo (馬甲上的繩索, Rope on Vest)                               |  |
| 8.  | Hai Dao (海盜, Pirates)                                                             |  |
| 9.  | Ai Qing San Shi Liu Ji (愛情36計, 36 Tricks of Love)                                |  |
| 10. | Jiu Shi Ai (就是愛, It's Love)                                                      |  |
| 11. | Ning Meng Cao De Wei Dao (檸檬草的味道, The Smell of Lemon Grass)                   |  |
| 12. | Shi Zuo Yong Zhe (始作俑者, The Starter)                                            |  |
| 13. | Love Love Love                                                                      |  |
| 14. | Zhao Pai Dong Zuo (招牌動作, Signature Gesture)                                     |  |
| 15. | Tian Kong (天空, Sky)                                                               |  |
| 16. | Ye Man You Xi (野蠻遊戲, J-Game)                                                    |  |
| 17. | Xu Yuan Chi De Xi La Shao Nu (許願池的希臘少女, Greek Girl by the Wishing Fountain) |  |
| 18. | Zheng Yi Zhi Yan Bi Yi Zhi Yan (睜一隻眼閉一隻眼, Overlooking Purposely)            |  |
| 19. | Hao Xiang Ni (好想你, Missing You)                                                  |  |
| 20. | Du Zhan Shen Hua (獨佔神話, Exclusive Myth)                                         |  |
| 21. | Fan Fu Ji Hao (反覆記號, Repeated Note)                                             |  |
| 22. | Le Yuan (樂園, Paradise)                                                            |  |